# Чан, Латиша
Лати́ша Чан (кит. трад. 詹詠然, упр. 詹咏然, пиньинь Zhān Yǒngrán; род. 17 августа 1989, Тайбэй, Тайвань), также известная как Чжань Юнжа́нь — тайваньская теннисистка; победительница одного турнира Большого шлема в парном разряде (Открытый чемпионат США-2017); победительница трёх турниров Большого шлема в смешанном парном разряде (Открытый чемпионат Франции-2018, 2019, Уимблдон-2019); финалистка четырёх турниров Большого шлема (трижды — в парном разряде, один раз — в миксте); победительница 33 турниров WTA в парном разряде; бывшая первая ракетка мира в парном рейтинге; победительница одного юниорского турнира Большого шлема в парном разряде (Открытый чемпионат Австралии-2004); бывшая вторая ракетка мира в юниорском рейтинге.

## Общая информация
Латиша Чан — старшая из двух дочерей Чжаня Юанляна и его супруги Лю Сэчжэнь; её сестру зовут Хаоцин. Отец семейства активно содействовал приходу обоих своих детей в теннис и позже даже тренировал их. Старшая дочь впервые попробовала себя на корте в шесть лет.
Латиша предпочитает действовать за задней линией, её лучший удар — с бэкхенда по линии, любимое покрытие — хард.

## Спортивная карьера

### Начало карьеры
Юниорские годы
Латиша Чан (до 2018 года выступала под именем Чжань Юнжань) была весьма заметна в международных турнирах уже в юниорские годы: очень рано — в 14 лет — она достигла пика своих выступлений в старшем юниорском туре, некоторое время побыв второй ракеткой мира. Выступления представительницы Тайваня на этом уровне продолжались с января 2002 по январь 2007 года, принеся Чжань ряд второстепенных титулов и финалов, а также один крупный титул — вместе с представительницей Китая Сунь Шэннань был взят юниорский австралийский турнир Большого шлема в парном разряде, где в финале 2004 года они справились с Николь Вайдишовой и Вероникой Хвойковой. Лучшим результатом в одиночных выступлениях на этом уровне стал Открытый чемпионат Франции 2006 года, где Чжань, став третьим номером посева, дошла до полуфинала.
Первые годы взрослой карьеры
Дебют на взрослых соревнованиях также произошёл очень рано — вскоре после своего четырнадцатого дня рождения китаянка впервые появилась в сетке турнира международной серии, сыграв на соревновании с призовым фондом в 10 тысяч долларов на родине. Первый финал пришёл в следующем 2004 году, когда Чжань выиграла аналогичный турнир в Шри-Ланке. Там же она достигла первого финала в парах на профессиональном уровне. Осенью она смогла выиграть два титула в одиночном разряде (оба на 10-тысячниках) и три титула в парном разряде (два из них на 25-тысячниках с первой постоянной партнёршей — соотечественницей Чжань Цзиньвэй).
В феврале 2005 года был выигран первый 25-тысячник в одиночном разряде, а в мае первый 50-тысячник (в Фукуоке). Качество результатов в этот период позволило в конце лета покорить следующий рубеж: Чжань дебютировала в квалификации турнира серии Большого шлема, сходу пробившись в основу Открытого чемпионата США. В первом матче на высоком уровне она встретилась со знаменитой Сереной Уильямс и проиграла ей, сумев взять четыре гейма за два сета. В 2005 году Чжань также начала сотрудничество с ещё одной представительницей Тайваня: Чжуан Цзяжун. Это решение оказывается знаковым для местного тенниса: девушки за два года пробились с игр на небольших турнирах к позициям в головной группе парного рейтинга. Постепенно наиграв взаимодействие, Чжань и Чжуан в октябре доходят до своего первого финала на соревнованиях WTA: в Сеуле, и сходу берут титул.
В 2006 году Чжань Юнжань продолжает постепенно улучшать свои результаты. Она выиграла за сезон четыре титула на турнирах из цикла ITF в одиночном разряде и в дуэте с Чжуан Цзяжун пять в парах. Ещё в апреле Чжань Юнжань дебютировала в Кубке Федерации в составе сборной Китайского Тайбэя. В июле она прошла квалификацию на второй в карьере турнир Большого шлема — Уимблдон, а затем повторила это на Открытом чемпионате США, но оба выступления завершились в первом раунде. Пик выступлений пришелся на осень, когда Юнжань вышла в полуфинал турнира WTA в Токио, благодаря выигрышу в 1/4 финала у тогдашней 27-й ракетки мира Ай Сугиямы. Затем были одержаны победы в одиночках и в парах на 75-тысячнике в Гаосюне. В конце октября Чжань смогла впервые подняться в первую сотню рейтинга, а титул в Гаосюне и вовсе поднял её на 74-ю позицию.

### 2007—2010 (парные финалы в Австралии и США, топ-10 парного рейтинга)

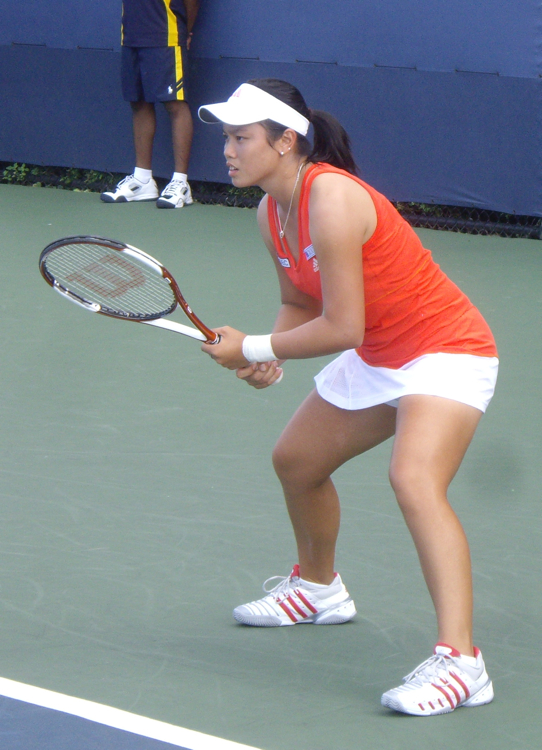
На Открытом чемпионате США 2007 года

В январе 2007 года Чжань Юнжань и Чжуан Цзяжун впервые сыграли вместе в основе турнира Большого шлема — в Мельбурне, где переиграв две сеянные пары дошли до финала. В решающей встрече тайваньский дуэт уступает паре Кара Блэк и Лизель Хубер со счётом 4-6, 7-6(4), 1-6. Достигнутый результат позволил Юнжань подняться со 107-го на 29-е место парного рейтинга. В феврале Чжань и Чжуан выиграли турнир в Бангалоре, а в марте дошли до финала турнира 1-й категории в Индиан-Уэлсе. Улучшение результатов шло не только в парном разряде. В апреле Юнжань выиграла 75-тысячник в Дотане, где также взяла и парный титул с Чжуан. Затем она выиграла ещё два одиночных титула на 50-тысячниках в Гифу и Фукуоке. К июне Чжань Юнжань поднялась на самое высокое в карьере — 50-е место в одиночном рейтинге. В парном разряде в этот период был добыт с Чжуан четвертьфинал на Ролан Гаррос после чего 17-летняя теннисистка из Тайваня впервые поднялась в топ-10 парного рейтинга.
При подготовке к Уимблдону 2007 года тайваньский дуэт Чжань и Чжуан выиграл сразу два парных трофея на траве (в Бирмингеме и Хертогенбосе). На главном же травяном турнире они проигрывают в третьем раунде. На Открытом чемпионате США Чжань и Чжуан пробились во второй в сезоне финал Большого шлема, но как и в Австралии им не удалось одержать общую победу. На этот раз они уступили российско-французской паре Натали Деши Динара Сафина (4-6, 2-6). Помимо игр с Цзяжун она периодически пробовала играть и с другими партнёршами: например, с Динарой Сафиной добралась до титульного матча в Штутгарте, а с младшей сестрой выиграла турнир ITF в Таоюане. По итогам сезона в парном рейтинге Юнжань достигла 8-й строчки. Осенью она смогла также выйти в свой единственный финал WTA-туре в одиночном разряде. Произошло это на турнире 3-й категории в Бангкоке, где она уступила итальянке Флавии Пеннетте — 1-6, 3-6. В декабре она смогла победить на 75-тысячнике цикла ITF в Сямэне (Китай).
В 2008 году продолжилось сотрудничество с Чжуан в парном разряде и в феврале они выиграли турнир в Паттайе. В мае им удалось выиграть соревнования на турнире 1-й категории в Риме. В одиночном разряде в этот период лучшим достижением Чжань стал выход в полуфинал турнира в Страсбурге. На Открытом чемпионате Франции Чжань и Чжуан дошли до четвертьфинала в парном разряде. В июле они выиграли второй турнир в сезоне — в Лос-Анджелесе. В августе их дуэт принял участие на летних Олимпийских играх в Пекине, где они выбыли во втором раунде. В одиночном разряде Юнжань проиграла в первом же раунде Агнешке Радваньской. На Открытом чемпионате США Юнжань в одиночном разряде выиграла с 11-й попытки первый матч в основой сетке Большого шлема.
В 2009 году Чжань несколько теряет в рейтинге, пропустив весенний грунтовый сезон, но к осени результаты начали улучшаться. В это году она завершила сотрудничество с Чжуан Цзяжун на постоянной основе и пробовала играть с разными партнёршами, наиболее удачными из которых стали альянсы с Чжэн Цзе и Моникой Никулеску. Всего их сотрудничество с 2005 года принесло к 2009 году 14 финалов и семь титулов в основном туре. В октябре на турнире в Сеуле она выиграла единственный парный титул в WTA-туре в том сезоне в альянсе с Абигейл Спирс. В ноябре был выигран 100-тысячник цикла ITF в Тайбэе в одиночном и парном разряде. Всего в том сезоне Юнжань выиграла три парных 100-тысячника с разными партнёршами.
В 2010 году Юнжань выступила примерно на том же уровне, что и в прошлом в одиночном разряде, а в парах немного улучшила общий результат. В феврале в сотрудничестве с Чжэн Цзе она выиграла парный титул турнира в Куала-Лумпуре. Далее их дуэт выступал вместе на крупных турнирах и в марте дважды сыграла в полуфинале турниров 1-й категории в Индиан-Уэлсе и Майами. Лучшего результата в сезоне они достигли на Открытом чемпионате США, сумев пройти в полуфинал. Также на кортах Нью-Йорка Юнжань впервые смогла добраться до третьего раунда Большого шлема в одиночном разряде.

### 2011—2016 (финалы в Австралии в миксте и женской паре)

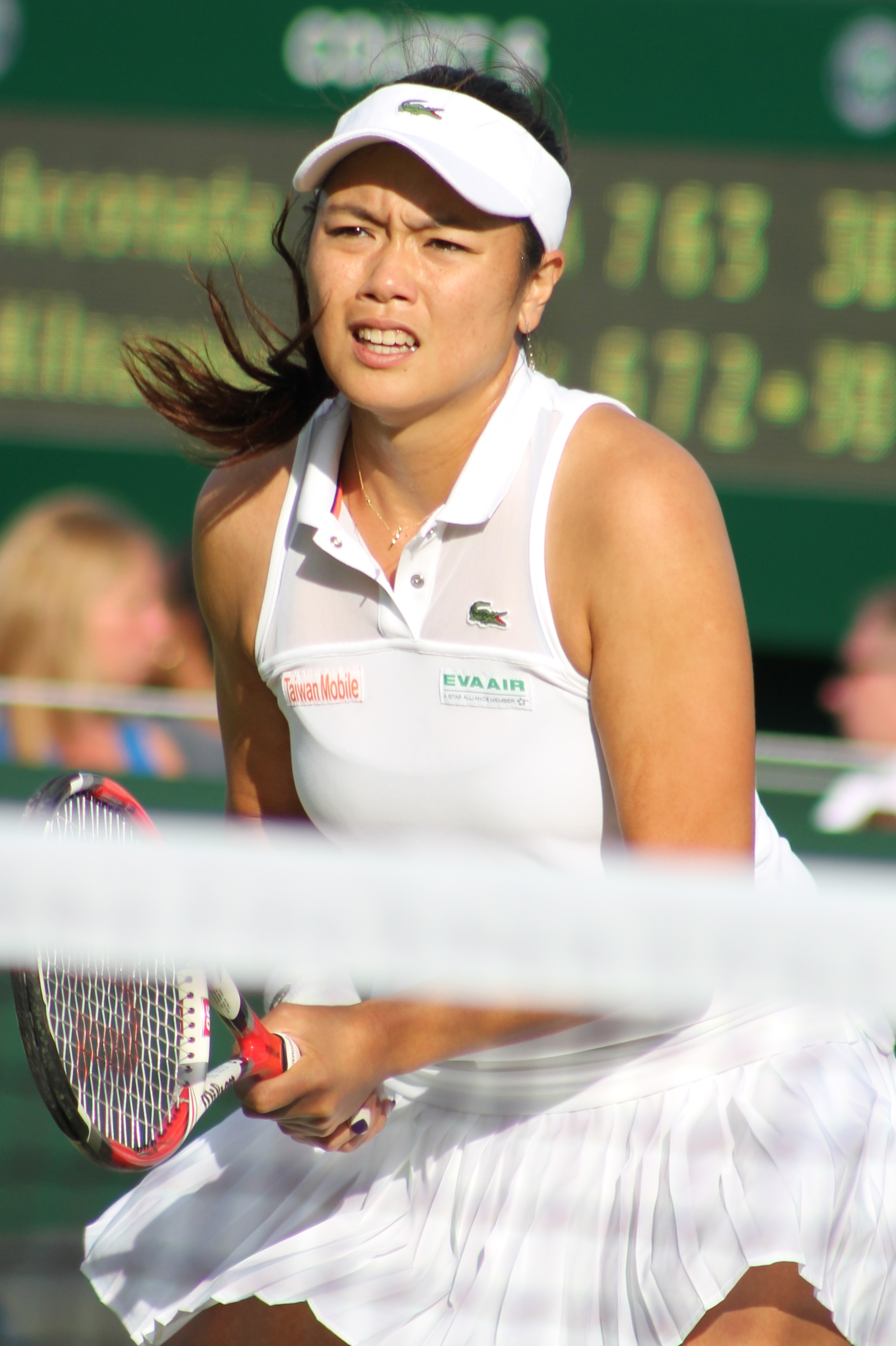
На Уимблдоне 2015 года

В сезоне 2011 года Чжань впервые вышла в финал турнира Большого шлема в миксте, осуществив этот в партнёрстве с Полом Хенли из Австралии. На Открытом чемпионате Франции она проявила себя в одиночном разряде, Пройдя три раунда квалификации Юнжань сумела выйти в третий раунд. На Уимблдоне лучшую игру она показала в миксте, где в дуэте с Даниэлем Нестором вышла в полуфинал. В 2012 году Юнжань снова смогла преодолеть квалификацию на Ролан Гаррос и на этот раз вышла во второй раунд. В июле она показала хорошую игру на турнире серии Премьер в Карлсбаде, сумев также преодолеть квалификацию и в итоге пробиться в полуфинал. В 1/4 финала Чжань переиграла в трёх сетах известную сербскую теннисистку и 19-й ракетку мира Елену Янкович.
С 2012 года Юнжань стала чаще выступать в парном разряде со своей младшей сестрой Хаоцин. В феврале сёстры впервые добрались до финала на соревновании WTA в Паттайе, а в следующем году их сотрудничество стало приносить первые результаты. В январе 2013 года сёстры Чжань выиграли титул на турнире в Шэньчжэне. На Открытом чемпионате Австралии Юнжань смогла преодолеть квалификацию в одиночный турнир и обыграла в первом раунде Даниэлу Гантухову. Большую часть сезона с марта по август она пропустила. Из достижений осени можно отметить парный титул турнира младшей серии WTA 125 в Нинбо, завоеванный с китаянкой Чжан Шуай.
В первой половине 2014 года Юнжань в WTA-туре вышла в два парным финала с разными партнёршами. В июне с сестрой Хаоцин она взяла титул на турнире Премьер-серии, проходившим в Истборне. На Открытом чемпионате США Юнжань добралась до полуфинала соревнований в миксте в партнёрстве с Россом Хатчинсом. В ноябре на турнире младшей серии WTA 125 в Тайбэе она смогла дойти до финала в одиночном разряде и взять титул с сестрой в парном.
В 2015 году Юнжань в последний раз выступала в одиночном разряде. Несколько лет она удерживалась в начале второй сотни одиночного рейтинга, в 2013—2014 годах цеплялась за начало третьей сотни, а в 2015 году, не сумев пройти отбор на Открытый чемпионат США, полностью сосредоточилась на парных выступлениях. На первом в году турнире Большого шлема она сыграла в паре с Чжэн Цзе и это почти привело к титулу. Их пара смогла выйти в финал (второй для Юнжань на Открытом чемпионате Австралии), но в титульном матче они уступили Бетани Маттек-Сандс и Луции Шафаржовой со счётом 4-6, 6-7(5). Первый титул в сезоне Юнжань взяла в паре с сестрой в феврале на турнире в Паттайе. В августе сёстры Чжань одержали победу на турнире серии Премьер 5, проходившим в Цинциннати. На Открытом чемпионате США они вышли в четвертьфинал, а в миксте в команде с Роханом Бопанной Юнжань дошла до полуфинала. В сентябре тайваньский дуэт взял трофей на турнире в Токио. Затем на турнире серии Премьер, проходившим также в Токио и на турнире высшей категории Премьер в Пекине они смогли выйти в финал. По итогам своих выступлений сёстры Чжань смогли попасть на Финал тура WTA, где пройдя групповой этап, проиграли в полуфинале победительницам турнира Сане Мирзе и Мартине Хингис. Эти результаты позволили Юнжань вернуть место в топ-10 парного рейтинга и под конец сезона подняться на 7-ю строчку.
На Австралийском чемпионате 2016 года сёстры Чжань дошли до четвертьфинала. В феврале они выиграли сразу два титула на турнире в Гаосюне и турнире серии Премьер 5 в Дохе. На кортах Ролан Гаррос представительницы Тайваня также смогли выйти в четвертьфинал. Летом они сыграли на Олимпийских играх в Рио-де-Жанейро и прошли там до 1/4 финала. На Открытом чемпионате США Юнжань ещё раз вышла в полуфинал в миксте на Больших шлемах — на этот раз её партнёром стал Ненад Зимонич. В октябре она взяла ещё один титул в паре с сестрой — на турнире в Гонконге.

### 2017—2021 (титулы Большого шлема и № 1 в парном теннисе)
Начало сезона 2017 года Юнжань провела в паре с сестрой Хаоцин и выиграла с ней один титул на турнире на родине — в Тайбэе. С середины февраля она начала сотрудничать со знаменитой швейцарской теннисисткой Мартиной Хингис. В команде со статусной партнёршей Юнжань смогла быстро показать хороший результат. В марте они взяли парный титул на крупном турнире в Индиан-Уэлсе. В мае они выиграли турниры такого же статуса на грунте в Мадриде и Риме. На Открытом чемпионате Франции они остановились в шаге от выхода в финал, уступив лидерам парного тенниса на тот момент Бетани Маттек-Сандс и Луции Шафаржовой. В июне Хингис и Чжань выиграли два турнира на траве (на Мальорке и в Истборне, а на Уимблдоне вышли в 1/4 финала. Следующего успеха их дуэт достиг в августе, выиграв турнир серии Премьер 5 в Цинциннати, а затем они взяли титул Большого шлема на Открытом чемпионате США — дебютный для Юнжань на турнирах самой престижной серии. В решающем матче они справились с Луцией Градецкой и Катериной Синяковой. После этой победы 28-летняя теннисистка поднялась на 3-е место в парном рейтинге.
| Стадия  | Соперницы (посев)                               | Рейтинг   | Счёт    |
| 1 раунд | Юлия Путинцева Арина Родионова                  | 749 / 87  | 6-2 6-2 |
| 2 раунд | Анастасия Севастова Елена Янкович               | 127 / 141 | 6-1 6-3 |
| 3 раунд | Кристина Младенович Анастасия Павлюченкова (13) | 8 / 55    | 6-4 7-5 |
| 1/4     | Чжан Шуай Чжань Хаоцин                          | 90 / 12   | 6-2 6-2 |
| 1/2     | Саня Мирза Пэн Шуай (4)                         | 9 / 10    | 6-4 6-4 |
| Финал   | Луция Градецкая Катерина Синякова (7)           | 15 / 17   | 6-3 6-2 |

Осенью 2017 года успешная серия Хингис и Чжань продолжилась и они выиграли главные турниры того отрезка сезона — в Ухане и в Пекине. 11-й титул в сезоне (лучший показатель 2017 года среди теннисисток) Юнжань выиграла на небольшом турнире в Гонконге в паре с сестрой Хаоцин. Перед Итоговым турниром в конце октября Юнжань впервые смогла возглавить парный рейтинг, став второй в истории теннисисткой из Тайваня и четвёртой из Азии в качестве первой ракетки в женском парном теннисе. На самом Итоговом турнире Хингис и Чжань в полуфинале уступили Тимее Бабош и Андрее Главачковой. Сотрудничество с Хингис не продлилось долго — по окончании сезона швейцарская теннисистка завершила спортивную карьеру.

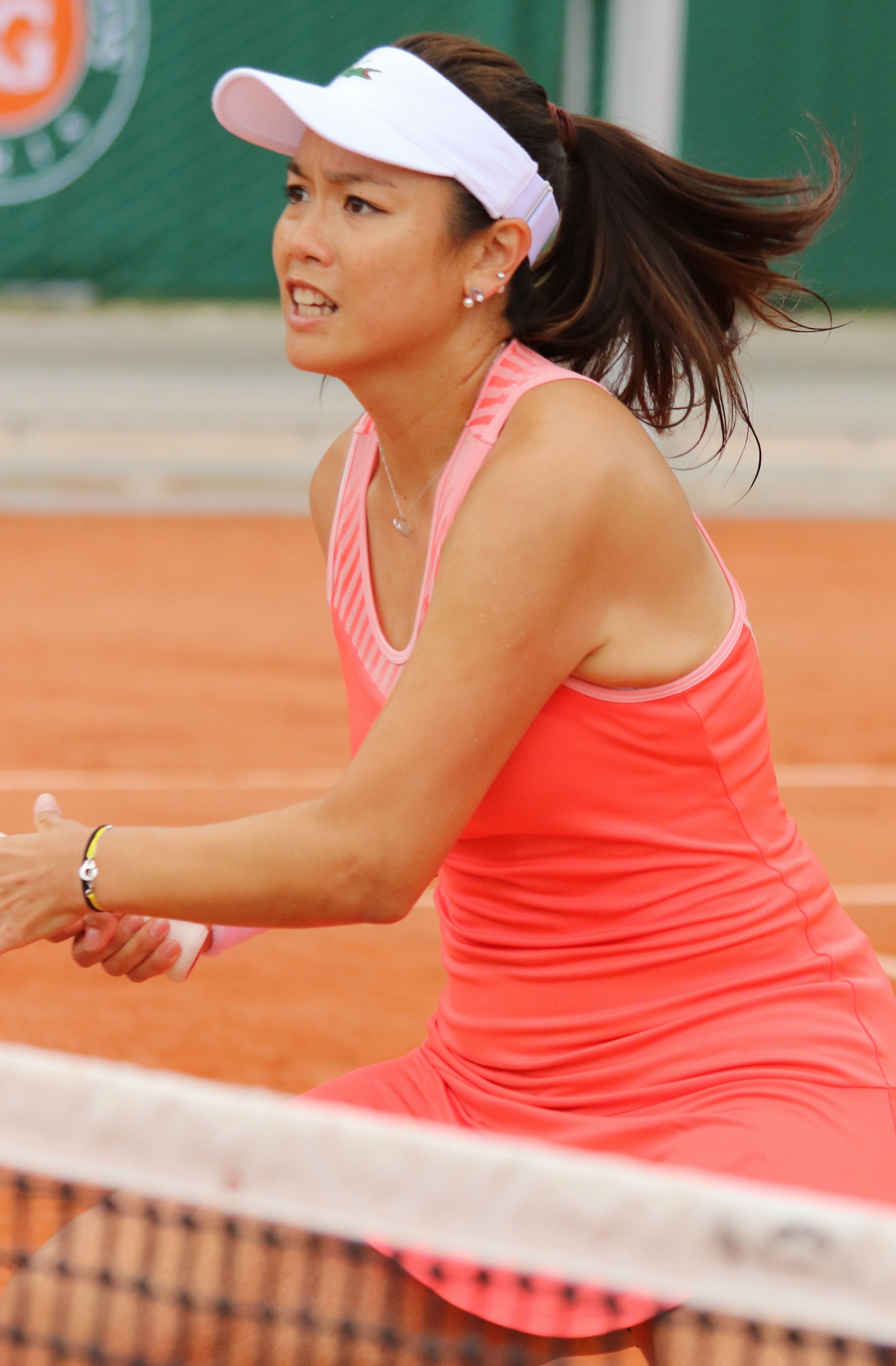
На Ролан Гаррос 2019 года

С 2018 года тайваньская спортсменка стала выступать под именем Латиша Чан. Её новой партнёршей на первых турнирах стала Андреа Сестини Главачкова. С ней в дуэте она вышла один раз в финал, а также в 1/4 финала на Открытом чемпионате Австралии. Потом она пробовала выступать с разными партнёршами. На Открытом чемпионате Франции успех пришёл к Латише в соревновании смешанных пар. Совместно с хорватом Иваном Додигом Чан смогла взять титул Большого шлема, обыграв в финале Габриэлу Дабровски и Мате Павича — 4-6, 7-5, [10-8]. После вылета во втором раунде женской парной сетки на Ролан Гаррос Латиша уступила первое место в мировом рейтинге, пробыв на вершине 33 недели подряд. В начала августа Чан в партнёрстве с Кветой Пешке выиграла парный приз турнира в Сан-Хосе. Затем в дуэте с Екатериной Макаровой она смогла выйти в финал турнира серии Премьер 5 в Монреале. Это позволило Чан вновь подняться на первую строчку в мире, однако всего на неделю. Пропустив несколько значимых турниров и потеряв много рейтингов очков под конец сезона Чан опустилась на 21-е место.
В 2019 года Латиша вернулась к выступлениям в паре с сестрой Хаоцин. На старте сезона они дважды дошли до финала и в одном из них (в Хобарте) взяли титул, который стал 30-м в карьере Латишы в женском парном разряде в основном туре. На Открытом чемпионате Австралии сёстры доиграли до четвертьфинала. В феврале они выиграли ещё один титул, став чемпионками турнира в Дохе. На Открытом чемпионате Франции Чан, как и год назад, выступила в миксте в команде с Иваном Додигом и это вновь принесло титул Большого шлема. Как и в прошлом году, в решающем матче они переиграли Дабровски и Павича. В июне на траве турнира в Истборне Латиша и Хаоцин выиграли третий в сезоне совместный титул. На Уимблдонском турнире Додиг и Чан вновь стали триумфаторами в миксте, выиграв уже в одной команде третий Большой шлем. В финале они нанесли поражение Елене Остапенко и Роберту Линдстедту — 6-2, 6-3. На Открытом чемпионате США Додиг и Чан не смогли выиграть третий титул в миксте подряд, остановившись в полуфинале. Осенью Латиша с сестрой Хаоцин выиграла турнир в турнира в Осаке. В концовке сезона тайваньский дуэт сыграл на Итоговом турнире, однако проиграл все три матча в группе.
На Открытом чемпионате Австралии 2020 года Латиша и Хаоцин вышли в полуфинал. На Уимблдоне 2021 года они доиграли до четвертьфинала.

### Сборная и национальные турниры
Семейство Латиши всегда активно шло на сотрудничество с национальной федерацией, когда речь шла об игре за сборную команды страны: и в юниорские и во взрослые годы Латиша регулярно привлекалась к выступлениям в командных турнирах ITF, а также была заиграна за Китайский Тайбэй во многих личных турнирах среди национальных сборных — от турниров под эгидой азиатской федерации до более глобальных чемпионатов; на счету китаянки множество медалей различного достоинства за успехи на Универсиадах, Восточноазиатских и Азиатских играх. Выступления на статусных турнирах, впрочем, не столь заметны — на Олимпиадах на счету Чан лишь один четвертьфинал парного турнира (добытый вместе с сестрой в 2016 году), а во взрослом Кубке Федерации сборная Китайского Тайбэя плотно осела в высшей группе регионального турнира, лишь изредка добираясь до стыковых матчей второй мировой группы.

## Итоговое место в рейтинге WTA по годам
| Год  | Одиночный рейтинг | Парный рейтинг |
| 2024 |                   | 595            |
| 2023 |                   | 30             |
| 2022 |                   | 112            |
| 2021 |                   | 32             |
| 2020 |                   | 15             |
| 2019 |                   | 15             |
| 2018 |                   | 21             |
| 2017 |                   | 1              |
| 2016 |                   | 12             |
| 2015 | 406               | 7              |
| 2014 | 212               | 36             |
| 2013 | 248               | 98             |
| 2012 | 106               | 72             |
| 2011 | 132               | 42             |
| 2010 | 109               | 18             |
| 2009 | 94                | 52             |
| 2008 | 68                | 17             |
| 2007 | 67                | 8              |
| 2006 | 96                | 119            |
| 2005 | 219               | 148            |
| 2004 | 489               | 373            |

## Выступления на турнирах

### Финалы турнировWTAв одиночном разряде (1)

#### Поражение (1)
| Легенда: До 2009 года           | Легенда: С 2009 года                         |
| ------------------------------- | -------------------------------------------- |
| Турниры Большого шлема (0+1+3)* |                                              |
| Итоговый турнир WTA (0)         |                                              |
| 1-я категория (0+1)             | Premier Mandatory / WTA 1000 Mandatory (0+3) |
| 2-я категория (0+1)             | Premier 5 / WTA 1000 (0+5)                   |
| 3-я категория (0+3)             | Premier / WTA 500 (0+6)                      |
| 4-я категория (0+2)             | International / WTA 250 (0+11)               |
| 5-я категория (0)               | International / WTA 250 (0+11)               |

| Титулы по покрытиям | Титулы по месту проведения матчей турнира |
| ------------------- | ----------------------------------------- |
| Хард (0+24)*        | Зал (0+1)                                 |
| Грунт (0+3+2)       | Зал (0+1)                                 |
| Трава (0+6)         | Открытый воздух (0+32+2)                  |
| Ковёр (0)           | Открытый воздух (0+32+2)                  |

* количество побед в одиночном разряде + количество побед в парном разряде + количество побед в миксте.
| №  | Дата            | Турнир           | Покрытие | Соперница в финале | Счёт    |
| 1. | 14 октября 2007 | Бангкок, Таиланд | Хард     | Флавия Пеннетта    | 1-6 3-6 |

### Финалы турнировWTA 125иITFв одиночном разряде (23)

#### Победы (16)
| Легенда:          |
| ----------------- |
| WTA 125 (0+2)*    |
| 100.000 USD (1+4) |
| 75.000 USD (3+3)  |
| 50.000 USD (4+3)  |
| 25.000 USD (5+5)  |
| 10.000 USD (3+1)  |

| Титулы по покрытиям | Титулы по месту проведения матчей турнира |
| ------------------- | ----------------------------------------- |
| Хард (8+13)*        | Зал (1+3)                                 |
| Грунт (3+2)         | Зал (1+3)                                 |
| Трава (2)           | Открытый воздух (15+15)                   |
| Ковёр (3+3)         | Открытый воздух (15+15)                   |

* количество побед в одиночном разряде + количество побед в парном разряде.
| №   | Дата             | Турнир              | Покрытие   | Соперница в финале | Счёт           |
| 1.  | 22 августа 2004  | Коломбо, Шри-Ланка  | Грунт      | Монтини Тангпхонг  | 6-1 6-1        |
| 2.  | 26 сентября 2004 | Джакарта, Индонезия | Хард       | Сэнди Гумиля       | 6-7(5) 6-2 6-1 |
| 3.  | 30 октября 2004  | Тайбэй, Тайвань     | Хард       | Сюй Вэньсинь       | 7-5 6-3        |
| 4.  | 27 февраля 2005  | Тайбэй, Тайвань     | Хард       | Сэйко Окамото      | 6-3 6-2        |
| 5.  | 15 мая 2005      | Фукуока, Япония     | Трава      | Аюми Морита        | 6-3 6-2        |
| 6.  | 26 марта 2006    | Мельбурн, Австралия | Грунт      | Софи Фергюсон      | 6-3 7-6(4)     |
| 7.  | 14 мая 2006      | Фукуока, Япония     | Трава      | Аюми Морита        | 6-3 4-6 6-1    |
| 8.  | 23 июля 2006     | Куруме, Япония      | Ковёр      | Чжуан Цзяжун       | 5-7 6-4 6-2    |
| 9.  | 19 ноября 2006   | Гаосюн, Тайвань     | Хард       | Се Шувэй           | 5-7 7-6(6) 6-0 |
| 10. | 22 апреля 2007   | Дотан, США          | Грунт      | Алла Кудрявцева    | 6-4 6-2        |
| 11. | 6 мая 2007       | Гифу, Япония        | Ковёр      | Аюми Морита        | 6-3 6-1        |
| 12. | 13 мая 2007      | Фукуока, Япония     | Ковёр      | Кейси Деллакква    | 6-4 6-4        |
| 13. | 2 декабря 2007   | Сямэнь, Китай       | Хард       | Тамарин Танасугарн | 2-6 6-2 6-1    |
| 14. | 8 ноября 2009    | Тайбэй, Тайвань     | Хард (зал) | Аюми Морита        | 6-4 2-6 6-2    |
| 15. | 18 апреля 2010   | Кимхэ, Южная Корея  | Хард       | Ирена Павлович     | 6-2 6-1        |
| 16. | 10 июля 2010     | Фучжоу, Китай       | Хард       | Ли Джин А          | 6-2 6-4        |

#### Поражения (7)
| №  | Дата             | Турнир             | Покрытие   | Соперница в финале | Счёт            |
| 1. | 26 февраля 2006  | Госфорд, Австралия | Хард       | Ярмила Гайдошова   | 3-6 0-3 — отказ |
| 2. | 30 сентября 2006 | Токио, Япония      | Хард       | Аюми Морита        | 6-3 3-6 4-6     |
| 3. | 16 августа 2009  | Цюаньчжоу, Китай   | Хард       | Софи Фергюсон      | 3-6 1-6         |
| 4. | 8 мая 2011       | Фукуока, Япония    | Трава      | Тамарин Танасугарн | 4-6 7-5 5-7     |
| 5. | 5 августа 2012   | Пекин, Китай       | Хард       | Ван Цян            | 2-6 4-6         |
| 6. | 27 апреля 2014   | Наньнин, Китай     | Хард       | Сюй Ифань          | 3-6 6-7(1)      |
| 7. | 9 ноября 2014    | Тайбэй, Тайвань    | Хард (зал) | Виталия Дьяченко   | 6-1 2-6 4-6     |

### Финалы турниров Большого шлема в парном разряде (4)

#### Победа (1)
| №  | Год  | Турнир                 | Покрытие | Партнёрша      | Соперницы в финале                | Счёт    |
| 1. | 2017 | Открытый чемпионат США | Хард     | Мартина Хингис | Луция Градецкая Катерина Синякова | 6-3 6-2 |

#### Поражения (3)
| №  | Год  | Турнир                           | Покрытие | Партнёрша    | Соперницы в финале                  | Счёт           |
| 1. | 2007 | Открытый чемпионат Австралии     | Хард     | Чжуан Цзяжун | Кара Блэк Лизель Хубер              | 4-6 7-6(4) 1-6 |
| 2. | 2007 | Открытый чемпионат США           | Хард     | Чжуан Цзяжун | Натали Деши Динара Сафина           | 4-6 2-6        |
| 3. | 2015 | Открытый чемпионат Австралии (2) | Хард     | Чжэн Цзе     | Бетани Маттек-Сандс Луция Шафаржова | 4-6 6-7(5)     |

### Финалы турнировWTAв парном разряде (59)

#### Победы (33)
| №   | Дата             | Турнир                      | Покрытие   | Партнёрша      | Соперницы в финале                              | Счёт              |
| 1.  | 2 октября 2005   | Сеул, Южная Корея           | Хард       | Чжуан Цзяжун   | Натали Грандин Джилл Крейбас                    | 6-2 6-4           |
| 2.  | 18 февраля 2007  | Бангалор, Индия             | Хард       | Чжуан Цзяжун   | Алла Кудрявцева Се Шувэй                        | 6-7(4) 6-2 [11-9] |
| 3.  | 17 июня 2007     | Бирмингем, Великобритания   | Трава      | Чжуан Цзяжун   | Сунь Тяньтянь Мейлен Ту                         | 7-6(3) 6-3        |
| 4.  | 23 июня 2007     | Хертогенбос, Нидерланды     | Трава      | Чжуан Цзяжун   | Анабель Медина Гарригес Вирхиния Руано Паскуаль | 7-5 6-2           |
| 5.  | 10 февраля 2008  | Паттайя, Таиланд            | Хард       | Чжуан Цзяжун   | Ваня Кинг Се Шувэй                              | 6-4 6-3           |
| 6.  | 18 мая 2008      | Рим, Италия                 | Грунт      | Чжуан Цзяжун   | Ивета Бенешова Жанетта Гусарова                 | 7-6(5) 6-3        |
| 7.  | 27 июля 2008     | Лос-Анджелес, США           | Хард       | Чжуан Цзяжун   | Ева Грдинова Владимира Углиржова                | 2-6 7-5 [10-4]    |
| 8.  | 27 сентября 2009 | Сеул, Южная Корея (2)       | Хард       | Абигейл Спирс  | Карли Галликсон Николь Криз                     | 6-3 6-4           |
| 9.  | 28 февраля 2010  | Куала-Лумпур, Малайзия      | Хард       | Чжэн Цзе       | Арина Родионова Анастасия Родионова             | 6-7(4) 6-2 [10-7] |
| 10. | 5 января 2013    | Шэньчжэнь, Китай            | Хард       | Чжань Хаоцин   | Ирина Бурячок Валерия Соловьёва                 | 6-0 7-5           |
| 11. | 21 июня 2014     | Истборн, Великобритания     | Трава      | Чжань Хаоцин   | Флавия Пеннетта Мартина Хингис                  | 6-3 5-7 [10-7]    |
| 12. | 15 февраля 2015  | Паттайя, Таиланд (2)        | Хард       | Чжань Хаоцин   | Сюко Аояма Тамарин Танасугарн                   | 2-6 6-4 [10-3]    |
| 13. | 23 августа 2015  | Цинциннати, США             | Хард       | Чжань Хаоцин   | Кейси Деллакква Ярослава Шведова                | 7-5 6-4           |
| 14. | 19 сентября 2015 | Токио, Япония               | Хард       | Чжань Хаоцин   | Мисаки Дои Куруми Нара                          | 6-1 6-2           |
| 15. | 14 февраля 2016  | Гаосюн, Тайвань             | Хард       | Чжань Хаоцин   | Мию Като Эри Ходзуми                            | 6-4 6-3           |
| 16. | 27 февраля 2016  | Доха, Катар                 | Хард       | Чжань Хаоцин   | Карла Суарес Наварро Сара Эррани                | 6-3 6-3           |
| 17. | 16 октября 2016  | Гонконг                     | Хард       | Чжань Хаоцин   | Наоми Броуди Хезер Уотсон                       | 6-3 6-1           |
| 18. | 5 февраля 2017   | Тайбэй, Тайвань (2)         | Хард (зал) | Чжань Хаоцин   | Луция Градецкая Катерина Синякова               | 6-4 6-2           |
| 19. | 18 марта 2017    | Индиан-Уэлс, США            | Хард       | Мартина Хингис | Луция Градецкая Катерина Синякова               | 7-6(4) 6-2        |
| 20. | 13 мая 2017      | Мадрид, Испания             | Грунт      | Мартина Хингис | Тимея Бабош Андреа Главачкова                   | 6-4 6-3           |
| 21. | 21 мая 2017      | Рим, Италия (2)             | Грунт      | Мартина Хингис | Елена Веснина Екатерина Макарова                | 7-5 7-6(4)        |
| 22. | 25 июня 2017     | Мальорка, Испания           | Трава      | Мартина Хингис | Анастасия Севастова Елена Янкович               | Без игры          |
| 23. | 1 июля 2017      | Истборн, Великобритания (2) | Трава      | Мартина Хингис | Эшли Барти Кейси Деллакква                      | 6-3 7-5           |
| 24. | 19 августа 2017  | Цинциннати, США (2)         | Хард       | Мартина Хингис | Моника Никулеску Се Шувэй                       | 4-6 6-4 [10-7]    |
| 25. | 10 сентября 2017 | Открытый чемпионат США      | Хард       | Мартина Хингис | Луция Градецкая Катерина Синякова               | 6-3 6-2           |
| 26. | 30 сентября 2017 | Ухань, Китай                | Хард       | Мартина Хингис | Сюко Аояма Ян Чжаосюань                         | 7-6(5) 3-6 [10-4] |
| 27. | 8 октября 2017   | Пекин, Китай                | Хард       | Мартина Хингис | Тимея Бабош Андреа Главачкова                   | 6-1 6-4           |
| 28. | 15 октября 2017  | Гонконг (2)                 | Хард       | Чжань Хаоцин   | Ван Цян Лу Цзяцзин                              | 6-1 6-1           |
| 29. | 5 августа 2018   | Сан-Хосе, США               | Хард       | Квета Пешке    | Людмила Киченок Надежда Киченок                 | 6-4 6-1           |
| 30. | 12 января 2019   | Хобарт, Австралия           | Хард       | Чжань Хаоцин   | Юханна Ларссон Кирстен Флипкенс                 | 6-3 3-6 [10-6]    |
| 31. | 16 февраля 2019  | Доха, Катар (2)             | Хард       | Чжань Хаоцин   | Анна-Лена Грёнефельд Деми Схюрс                 | 6-1 3-6 [10-6]    |
| 32. | 29 июня 2019     | Истборн, Великобритания (3) | Трава      | Чжань Хаоцин   | Бетани Маттек-Сандс Кирстен Флипкенс            | 2-6 6-3 [10-6]    |
| 33. | 21 сентября 2019 | Осака, Япония               | Хард       | Чжань Хаоцин   | Се Шувэй Се Шуин                                | 7-5 7-5           |

#### Поражения (26)
| №   | Дата             | Турнир                           | Покрытие   | Партнёрша                 | Соперницы в финале                       | Счёт                 |
| 1.  | 8 октября 2006   | Токио, Япония                    | Хард       | Чжуан Цзяжун              | Ваня Кинг Елена Костанич-Тошич           | 6-7(2) 7-5 2-6       |
| 2.  | 27 января 2007   | Открытый чемпионат Австралии     | Хард       | Чжуан Цзяжун              | Кара Блэк Лизель Хубер                   | 4-6 7-6(4) 1-6       |
| 3.  | 11 февраля 2007  | Паттайя, Таиланд                 | Хард       | Чжуан Цзяжун              | Николь Пратт Мара Сантанджело            | 4-6 6-7(4)           |
| 4.  | 17 марта 2007    | Индиан-Уэлс, США                 | Хард       | Чжуан Цзяжун              | Лайза Реймонд Саманта Стосур             | 3-6 5-7              |
| 5.  | 26 мая 2007      | Стамбул, Турция                  | Грунт      | Саня Мирза                | Агнешка Радваньская Урсула Радваньская   | 1-6 3-6              |
| 6.  | 9 сентября 2007  | Открытый чемпионат США           | Хард       | Чжуан Цзяжун              | Натали Деши Динара Сафина                | 4-6 2-6              |
| 7.  | 7 октября 2007   | Штутгарт, Германия               | Хард (зал) | Динара Сафина             | Квета Пешке Ренне Стаббс                 | 7-6(5) 6-7(4) [2-10] |
| 8.  | 3 марта 2008     | Бангалор, Индия                  | Хард (зал) | Чжуан Цзяжун              | Пэн Шуай Сунь Тяньтянь                   | 4-6 7-5 [8-10]       |
| 9.  | 24 мая 2008      | Страсбург, Франция               | Грунт      | Чжуан Цзяжун              | Татьяна Перебийнис Янь Цзы               | 4-6 7-6(3) [6-10]    |
| 10. | 2 августа 2009   | Станфорд, США                    | Хард       | Моника Никулеску          | Винус Уильямс Серена Уильямс             | 4-6 1-6              |
| 11. | 16 января 2010   | Хобарт, Австралия                | Хард       | Моника Никулеску          | Квета Пешке Чжуан Цзяжун                 | 6-3 3-6 [7-10]       |
| 12. | 1 августа 2010   | Станфорд, США (2)                | Хард       | Чжэн Цзе                  | Линдсей Дэвенпорт Лизель Хубер           | 5-7 7-6(8) [8-10]    |
| 13. | 12 февраля 2012  | Паттайя, Таиланд (2)             | Хард       | Чжань Хаоцин              | Саня Мирза Анастасия Родионова           | 6-3 1-6 [8-10]       |
| 14. | 6 апреля 2014    | Чарлстон, США                    | Грунт      | Чжань Хаоцин              | Анабель Медина Гарригес Ярослава Шведова | 6-7(4) 2-6           |
| 15. | 20 апреля 2014   | Куала-Лумпур, Малайзия           | Хард       | Чжэн Сайсай               | Тимея Бабош Чжань Хаоцин                 | 3-6 4-6              |
| 16. | 31 января 2015   | Открытый чемпионат Австралии (2) | Хард       | Чжэн Цзе                  | Бетани Маттек-Сандс Луция Шафаржова      | 4-6 6-7(5)           |
| 17. | 27 июня 2015     | Истборн, Великобритания          | Трава      | Чжэн Цзе                  | Каролин Гарсия Катарина Среботник        | 6-7(5) 2-6           |
| 18. | 26 сентября 2015 | Токио, Япония                    | Хард       | Чжань Хаоцин              | Гарбинье Мугуруса Карла Суарес Наварро   | 5-7 1-6              |
| 19. | 10 октября 2015  | Пекин, Китай                     | Хард       | Чжань Хаоцин              | Саня Мирза Мартина Хингис                | 7-6(9) 1-6 [8-10]    |
| 20. | 25 июня 2016     | Истборн, Великобритания (2)      | Трава      | Чжань Хаоцин              | Анастасия Родионова Дарья Юрак           | 7-5 6-7(4) [6-10]    |
| 21. | 27 мая 2017      | Страсбург, Франция (2)           | Грунт      | Чжань Хаоцин              | Эшли Барти Кейси Деллакква               | 4-6 2-6              |
| 22. | 12 января 2018   | Сидней, Австралия                | Хард       | Андреа Сестини Главачкова | Габриэла Дабровски Сюй Ифань             | 3-6 1-6              |
| 23. | 12 августа 2018  | Монреаль, Канада                 | Хард       | Екатерина Макарова        | Эшли Барти Деми Схюрс                    | 6-4 3-6 [8-10]       |
| 24. | 5 января 2019    | Брисбен, Австралия               | Хард       | Чжань Хаоцин              | Николь Мелихар Квета Пешке               | 1-6 1-6              |
| 25. | 7 февраля 2021   | Мельбурн, Австралия              | Хард       | Чжань Хаоцин              | Барбора Крейчикова Катерина Синякова     | 3-6 6-7(4)           |
| 26. | 25 февраля 2023  | Дубай, ОАЭ                       | Хард       | Чжань Хаоцин              | Вероника Кудерметова Людмила Самсонова   | 4-6 7-6(4) [1-10]    |

### Финалы турнировWTA 125иITFв парном разряде (25)

#### Победы (18)
| №   | Дата             | Турнир                   | Покрытие   | Партнёрша           | Соперницы в финале                  | Счёт              |
| 1.  | 26 сентября 2004 | Джакарта, Индонезия      | Хард       | Пичиттра Тонгдаш    | Лиза Андрияни Таша Витаявирой       | 6-3 6-4           |
| 2.  | 24 октября 2004  | Хайбара, Япония          | Ковёр      | Чжань Цзиньвэй      | Се Шувэй Чжуан Цзяжун               | 7-6(5) 4-6 7-6(3) |
| 3.  | 28 ноября 2004   | Маунт-Гамбиер, Австралия | Хард       | Чжань Цзиньвэй      | Се Шувэй Рёко Фуда                  | 6-3 5-7 7-5       |
| 4.  | 19 февраля 2006  | Сидней, Австралия        | Хард       | Чжуан Цзяжун        | Аюми Морита Дзюнри Намигата         | 6-2 6-1           |
| 5.  | 26 февраля 2006  | Госфорд, Австралия       | Хард       | Чжуан Цзяжун        | Бети Секуловски Синди Уотсон        | 6-2 6-3           |
| 6.  | 14 мая 2006      | Фукуока, Япония          | Ковёр      | Чжуан Цзяжун        | Лиэнн Бейкер Кристина Хориатопулос  | 6-1 6-2           |
| 7.  | 23 июля 2006     | Куруме, Япония           | Ковёр      | Чжуан Цзяжун        | Сэйко Окамото Аями Такасэ           | 6-0 6-2           |
| 8.  | 19 ноября 2006   | Гаосюн, Тайвань          | Хард       | Чжуан Цзяжун        | Се Шувэй Чжань Цзиньвэй             | 7-6(2) 6-1        |
| 9.  | 22 апреля 2007   | Дотан, США               | Грунт      | Чжуан Цзяжун        | Ангелика Бахманн Ванесса Хенке      | 6-2 6-3           |
| 10. | 4 ноября 2007    | Таоюань, Тайвань         | Хард       | Чжань Хаоцин        | Се Шувэй Се Шуин                    | 6-1 2-6 [14-12]   |
| 11. | 6 июля 2009      | Биарриц, Франция         | Грунт      | Анастасия Родионова | Акгуль Аманмурадова Дарья Кустова   | 3-6 6-4 [10-7]    |
| 12. | 10 октября 2009  | Токио, Япония            | Хард       | Аюми Морита         | Кимико Датэ-Крумм Рика Фудзивара    | 6-2 6-4           |
| 13. | 8 ноября 2009    | Тайбэй, Тайвань          | Хард (зал) | Чжуан Цзяжун        | Яюк Басуки Риза Заламеда            | 6-3 3-6 [10-7]    |
| 14. | 1 мая 2011       | Гифу, Япония             | Хард       | Чжань Хаоцин        | Ноппаван Летчивакан Эрика Сэма      | 6-2 6-3           |
| 15. | 7 августа 2011   | Пекин, Китай             | Хард       | Чжань Хаоцин        | Татьяна Лужанская Чжэн Сайсай       | 6-2 6-3           |
| 16. | 6 ноября 2011    | Тайбэй, Тайвань          | Хард (зал) | Чжэн Цзе            | Каролина Плишкова Кристина Плишкова | 7-6(5) 5-7 [10-5] |
| 17. | 27 сентября 2013 | Нинбо, Китай             | Хард       | Чжан Шуай           | Ирина Бурячок Оксана Калашникова    | 6-2 6-1           |
| 18. | 9 ноября 2014    | Тайбэй, Тайвань          | Хард (зал) | Чжань Хаоцин        | Чжан Кайчжэнь Чжуан Цзяжун          | 6-4 6-3           |

#### Поражения (7)
| №  | Дата             | Турнир              | Покрытие   | Партнёрша       | Соперницы в финале                       | Счёт           |
| 1. | 21 августа 2004  | Коломбо, Шри-Ланка  | Грунт      | Минори Такэмото | Сай Джайлакшими Джаярам Рушми Чакраварти | 2-6 7-5 3-6    |
| 2. | 30 октября 2004  | Тайбэй, Тайвань     | Хард       | Линь Сыюй       | Чжан Синьцзе Чжао Сяохань                | 6-3 1-6 3-6    |
| 3. | 15 мая 2005      | Фукуока, Япония     | Ковёр      | Чжуан Цзяжун    | Сэйко Окамото Рёко Фуда                  | 2-6 6-7(1)     |
| 4. | 11 сентября 2005 | Пекин, Китай        | Хард (зал) | Хуан Исюань     | Маки Араи Ким Со Ён                      | 4-6 0-6        |
| 5. | 13 ноября 2005   | Джакарта, Индонезия | Хард       | Чжуан Цзяжун    | Винна Пракуся Рёко Фуда                  | 4-6 4-6        |
| 6. | 26 марта 2006    | Мельбурн, Австралия | Грунт      | Чжуан Цзяжун    | Моника Адамчак Эрика Краут               | 6-7(4) 6-1 1-6 |
| 7. | 7 мая 2006       | Гифу, Япония        | Ковёр      | Чжуан Цзяжун    | Се Шувэй Чжань Цзиньвэй                  | 6-7(5) 6-3 5-7 |

### Финалы турниров Большого шлема в смешанном парном разряде (4)

#### Победы (3)
| №  | Год  | Турнир                         | Покрытие | Партнёр    | Соперники в финале               | Счёт              |
| 1. | 2018 | Открытый чемпионат Франции     | Грунт    | Иван Додиг | Габриэла Дабровски Мате Павич    | 6-1 6-7(5) [10-8] |
| 2. | 2019 | Открытый чемпионат Франции (2) | Грунт    | Иван Додиг | Габриэла Дабровски Мате Павич    | 6-1 7-6(5)        |
| 3. | 2019 | Уимблдон                       | Трава    | Иван Додиг | Елена Остапенко Роберт Линдстедт | 6-2 6-3           |

#### Поражение (1)
| №  | Год  | Турнир                       | Покрытие | Партнёр   | Соперники в финале                | Счёт           |
| 1. | 2011 | Открытый чемпионат Австралии | Хард     | Пол Хенли | Катарина Среботник Даниэль Нестор | 3-6 6-3 [7-10] |

## История выступлений на турнирах
По состоянию на 3 марта 2025 года
Для того, чтобы предотвратить неразбериху и удваивание счета, информация в этой таблице корректируется только по окончании турнира или по окончании участия там данного игрока.
| Турнир                       | 2005          | 2006          | 2007          | 2008  | 2009          | 2010          | 2011          | 2012  | 2013          | 2014          | 2015          | Итог   | В/П за карьеру |
| ---------------------------- | ------------- | ------------- | ------------- | ----- | ------------- | ------------- | ------------- | ----- | ------------- | ------------- | ------------- | ------ | -------------- |
| Турниры Большого шлема       |               |               |               |       |               |               |               |       |               |               |               |        |                |
| Открытый чемпионат Австралии | -             | К             | 1Р            | 1Р    | 2Р            | 1Р            | К             | -     | 2Р            | 1Р            | К             | 0 / 9  | 8-9            |
| Открытый чемпионат Франции   | -             | К             | 1Р            | 1Р    | -             | 1Р            | 3Р            | 2Р    | -             | -             | К             | 0 / 7  | 10-7           |
| Уимблдонский турнир          | -             | 1Р            | 1Р            | 1Р    | 1Р            | 2Р            | К             | К     | -             | -             | -             | 0 / 7  | 4-7            |
| Открытый чемпионат США       | 1Р            | 1Р            | 1Р            | 2Р    | К             | 3Р            | 1Р            | К     | К             | 1Р            | К             | 0 / 11 | 21-11          |
| Итог                         | 0 / 1         | 0 / 4         | 0 / 4         | 0 / 4 | 0 / 3         | 0 / 4         | 0 / 4         | 0 / 3 | 0 / 2         | 0 / 2         | 0 / 3         | 0 / 34 |                |
| В/П в сезоне                 | 3-1           | 7-4           | 0-4           | 1-4   | 3-3           | 3-4           | 10-4          | 6-3   | 5-2           | 3-2           | 2-3           |        | 43-34          |
| Олимпийские игры             |               |               |               |       |               |               |               |       |               |               |               |        |                |
| Летняя олимпиада             | Не проводился | Не проводился | Не проводился | 1Р    | Не проводился | Не проводился | Не проводился | -     | Не проводился | Не проводился | Не проводился | 0 / 1  | 0-1            |

К — проигрыш в квалификационном турнире.
| Турнир                       | 2006  | 2007  | 2008  | 2009          | 2010          | 2011          | 2012  | 2013          | 2014          | 2015          | 2016  | 2017          | 2018          | 2019          | 2020          | 2021  | 2022          | 2023          | 2024  | Итог   | В/П за карьеру |
| ---------------------------- | ----- | ----- | ----- | ------------- | ------------- | ------------- | ----- | ------------- | ------------- | ------------- | ----- | ------------- | ------------- | ------------- | ------------- | ----- | ------------- | ------------- | ----- | ------ | -------------- |
| Турниры Большого шлема       |       |       |       |               |               |               |       |               |               |               |       |               |               |               |               |       |               |               |       |        |                |
| Открытый чемпионат Австралии | -     | Ф     | 3Р    | 1Р            | 3Р            | 3Р            | -     | 1Р            | 1Р            | Ф             | 1/4   | 1Р            | 1/4           | 1/4           | 1/2           | 1Р    | -             | 2Р            | -     | 0 / 15 | 30-15          |
| Открытый чемпионат Франции   | -     | 1/4   | 1/4   | -             | 3Р            | 3Р            | 3Р    | -             | 2Р            | 3Р            | 1/4   | 1/2           | 2Р            | 2Р            | -             | 3Р    | 3Р            | 1/4           | -     | 0 / 14 | 30-14          |
| Уимблдонский турнир          | К     | 3Р    | 1Р    | 1Р            | 1Р            | 2Р            | 1Р    | -             | 1Р            | 1Р            | 2Р    | 1/4           | 2Р            | 3Р            | НП            | 1/4   | 1Р            | 2Р            | -     | 0 / 15 | 14-15          |
| Открытый чемпионат США       | -     | Ф     | 1Р    | 2Р            | 1/2           | 1Р            | 1Р    | 1Р            | 2Р            | 1/4           | 2Р    | П             | 2Р            | 2Р            | -             | -     | 1Р            | 2Р            | -     | 1 / 15 | 23-14          |
| Итог                         | 0 / 0 | 0 / 4 | 0 / 4 | 0 / 3         | 0 / 4         | 0 / 4         | 0 / 3 | 0 / 2         | 0 / 4         | 0 / 4         | 0 / 4 | 1 / 4         | 0 / 4         | 0 / 4         | 0 / 1         | 0 / 3 | 0 / 3         | 0 / 4         | 0 / 0 | 1 / 59 |                |
| В/П в сезоне                 | 0-0   | 15-4  | 5-4   | 1-3           | 7-4           | 5-4           | 2-3   | 0-2           | 2-4           | 10-4          | 8-4   | 13-3          | 6-4           | 6-4           | 4-1           | 5-3   | 2-3           | 6-4           | 0-0   |        | 97-58          |
| Итоговые турниры             |       |       |       |               |               |               |       |               |               |               |       |               |               |               |               |       |               |               |       |        |                |
| Итоговый турнир WTA          | -     | 1/2   | -     | -             | -             | -             | -     | -             | -             | 1/2           | 1/4   | 1/2           | -             | Группа        | НП            | -     | -             | -             | -     | 0 / 5  | 3-8            |
| Олимпийские игры             |       |       |       |               |               |               |       |               |               |               |       |               |               |               |               |       |               |               |       |        |                |
| Летняя олимпиада             | НП    | НП    | 2Р    | Не проводился | Не проводился | Не проводился | -     | Не проводился | Не проводился | Не проводился | 1/4   | Не проводился | Не проводился | Не проводился | Не проводился | 1Р    | Не проводился | Не проводился | 1Р    | 0 / 4  | 3-4            |

| Турнир                       | 2007  | 2008  | 2010  | 2011  | 2013  | 2014  | 2015  | 2016  | 2017  | 2018  | 2019  | 2020  | 2021  | 2022  | 2023  | Итог   | В/П за карьеру |
| ---------------------------- | ----- | ----- | ----- | ----- | ----- | ----- | ----- | ----- | ----- | ----- | ----- | ----- | ----- | ----- | ----- | ------ | -------------- |
| Турниры Большого шлема       |       |       |       |       |       |       |       |       |       |       |       |       |       |       |       |        |                |
| Открытый чемпионат Австралии | -     | 1/4   | -     | Ф     | -     | -     | 1Р    | 1/4   | 2Р    | 2Р    | 1Р    | 1/4   | 1Р    | -     | 1Р    | 0 / 10 | 12-10          |
| Открытый чемпионат Франции   | 1Р    | 1Р    | 2Р    | 2Р    | -     | -     | 1/4   | 1/4   | 1Р    | П     | П     | НП    | 1Р    | -     | 1Р    | 2 / 11 | 16-9           |
| Уимблдонский турнир          | 3Р    | 3Р    | 1/4   | 1/2   | -     | 1Р    | 2Р    | 3Р    | -     | 1/4   | П     | НП    | 3Р    | 2Р    | 1/4   | 1 / 12 | 19-10          |
| Открытый чемпионат США       | 2Р    | 1Р    | 1/4   | 2Р    | 2Р    | 1/2   | 1/2   | 1/2   | 2Р    | 2Р    | 1/2   | НП    | -     | -     | 1Р    | 0 / 12 | 19-11          |
| Итог                         | 0 / 3 | 0 / 4 | 0 / 3 | 0 / 4 | 0 / 1 | 0 / 2 | 0 / 4 | 0 / 4 | 0 / 3 | 1 / 4 | 2 / 4 | 0 / 1 | 0 / 3 | 0 / 1 | 0 / 4 | 3 / 44 |                |
| В/П в сезоне                 | 2-3   | 3-4   | 5-3   | 9-4   | 1-1   | 3-2   | 5-4   | 8-4   | 2-3   | 9-2   | 13-2  | 2-1   | 1-3   | 1-0   | 2-4   |        | 66-40          |